# Calymmatium
Calymmatium es un género con dos especies de plantas de la familia Brassicaceae.  Comprende ocho especies descritas y de estas solo 2 aceptadas.

## Taxonomía
El género fue descrito por Otto Eugen Schulz y publicado en Botanische Jahrbücher für Systematik, Pflanzengeschichte und Pflanzengeographie 66: 91. 1933.

## Especies aceptadas
A continuación se brinda un listado de las especies del género Calymmatium aceptadas hasta septiembre de 2013, ordenadas alfabéticamente. Para cada una se indica el nombre binomial seguido del autor, abreviado según las convenciones y usos.
- Calymmatium draboides (Korsh.) O.E.Schulz
- Calymmatium notorrhizum (Gilli) Botsch.